# Корниенко, Михаил Васильевич
Михаи́л Васильевич Корние́нко (род. 24 сентября 1948, с. Севальное, Курская область) — советский, украинский юрист; генерал-полковник милиции (1999); Заслуженный юрист Украины, доктор юридических наук (2004), профессор (2003); лауреат Государственной премии Украины в области науки и техники за 2002 год.

## Биография
Родился 24 сентября 1948 года в селе Севальное (ныне — Белгородской области).
С 1965 г., окончив профтехучилище в Макеевке (Донецкая область), работал слесарем-сантехником треста «Донбассантехмонтаж». Затем работал инспектором исправительно-трудовой колонии (1968—1970), юрисконсультом совхоза «Криничанский» (1970—1971), в 1971—1974 гг. — следователем прокуратуры Калининского района Горловки. В 1973 году окончил Ростовский университет по специальности «юриспруденция». В 1974—1983 гг. заведовал отделом административных и торгово-финансовых органов и орготделом горкома.
С 1983 г. — в органах внутренних дел: начальник отдела УВД Донецкого облисполкома (1983—1988), первый заместитель начальника УВД Донецкой области (1989—1993). В 1991 году окончил Академию МВД СССР по специальности «юрист-организатор». В 1993—1995 гг. — в аппарате МВД Украины (начальник штаба, начальник ГУАСМ МВД). В 1995—1997 гг. — заместитель Министра внутренних дел — начальник Главного управления МВД Украины в Автономной Республике Крым, затем заместитель Министра внутренних дел — начальник Главного управления МВД Украины в Киеве.
В 2000—2005 гг. занимал должности начальника милиции общественной безопасности, затем первого заместителя Министра — начальника Главного управления по борьбе с организованной преступностью; первого заместителя Государственного секретаря Министерства внутренних дел Украины — начальника ГУБОП; первого заместителя Государственного секретаря Министерства внутренних дел Украины; первого заместителя Министра внутренних дел Украины по связям с Верховным Советом Украины.
В 2005—2006 гг. — директор департамента службы безопасности, с ноября 2006 г. — заместитель председателя правления «Нафтогаз Украины».
В 2006—2007 гг. — первый заместитель Министра внутренних дел Украины (в октябре-декабре 2007 года временно исполнял обязанности Министра внутренних дел).
С июля 2008 г. — директор Учебно-научного института права и безопасности Днепропетровского государственного университета внутренних дел. Главный редактор журнала «Право і суспільство», член редколлегии сборника научных работ «Науковий вісник Дніпропетровського державного університету внутрішніх справ», член редакционного совета журналов «Безопасность и закон», «Человек и закон». Председатель Киевской организации Международной полицейской ассоциации (ИРА).

## Научная деятельность
Автор 76 научных трудов по проблемам борьбы с преступностью, профилактики правонарушений, противодействия организованной преступности и коррупции, 9 научных монографий: «Общество и правопорядок», «Организованная преступность ЕС и США», «Организационно-правовые условия противодействия организованной преступности спецподразделениями БОП», «Управление силами и средствами ОВД в условиях осложнения оперативной обстановки» и др.

## Публицистика
Автор книги «Ухожу на задание», «Прощай милиция». В соавторстве с Бессмертным И. В. выпустил книги «Юрий Кравченко. Утраченный шанс Украины», «УБОП: 20 лет боевых операций», «Судьба генерала». Член Союза журналистов Украины.

## Награды
- медаль «За отличную службу по охране общественного порядка»
- медаль «Ветеран труда»
- медаль «В память 1500-летия Киева»
- медаль «60 лет Вооружённых Сил СССР»
- медаль «70 лет Вооружённых Сил СССР»
- орден «За заслуги» 2-й и 3-й степени[3][4]
- Заслуженный юрист Украины (1997)[5]
- Почётные грамоты Верховного Совета и Кабинета Министров Украины
- Государственная премия Украины в области науки и техники (2002)
- почётные знаки отличия МВД Украины «Хрест Слави» и «Почесний знак МВД України»
- нагрудные знаки «За отличную службу в МВД», «За отличие в службе» ІІ степени
- премия имени Петра Великого (Национальный комитет общественных наград Российской Федерации)
- премии «Лицар звитяги», «За международное сотрудничество в правоохранительной деятельности»
- орден Архистратига Михаила и орден Св. Равноапостольного князя Владимира (Украинская православная церковь)
- орден «За розбудову України», им. Михаила Грушевского IV степени, серебряные медали «10 років незалежності України» и «День міліції України. 10 років» (Международный академический рейтинг популярности и качества «Золота Фортуна»)
- другие ведомственные и общественные награды.